# Parc national d'Acari
Le Parc national Acari (en portugais : Parque Nacional do Acari) est un parc national de l'État d'Amazonas, au Brésil. Sa superficie est de 8964 km², comprise dans le biome amazonien.

## Emplacement
Le parc national Acari couvre une partie des municipalités d'Apuí (11,77%), Borba (59,55%) et Novo Aripuanã (28,68%) en Amazonas. Il se trouve au nord de la route transamazonienne dans la section Apuí-Jacareacanga. La forêt nationale d'Urupadi et la station écologique d'Alto Maués bordent le parc à l'est. 

## Histoire
Le Parc National d'Acari a été créé par décret fédéral le 11 mai 2016. Il est administré par l'Institut Chico Mendes pour la conservation de la biodiversité (ICMBio). L'objectif est de protéger la diversité biologique des rivières Acari, Camaiú, Sucunduri et Abacaxis et de leurs affluents ainsi que le paysage naturel, d'assurer la durabilité des services écosystémiques, de contribuer à la stabilité environnementale de la région et de permettre le développement d'activités récréatives en contact avec la nature et l'écotourisme.
Le parc était l'une des cinq unités de conservation créées la semaine précédant la destitution provisoire de la présidente Dilma Rousseff, totalisant 2 600 000 hectares, toutes situées dans le sud de l'État d'Amazonas. Il s'agit de la réserve biologique intégrale de Manicoré avec 359 063 hectares, du parc national d'Acari avec 896 407 hectares, de la zone de protection environnementale d'utilisation durable de Campos de Manicoré avec 151 993 hectares, de la forêt nationale d'Aripuanã avec 751 295 hectares ainsi que de la forêt nationale d'Urupadi avec 537 228 hectares. Le même projet a étendu la forêt nationale d'Amanã de 141 000 hectares.
Avec ces unités, le gouvernement de Dilma Rousseff a créé environ 3 400 000 hectares de nouvelles zones protégées au cours de son mandat, contre environ 26 800 000 hectares pour son prédécesseur Luiz Inácio Lula da Silva. Son administration avait également réduit la superficie de sept zones protégées en Amazonie pour permettre la construction de barrages sur le rio Tapajós.